# زينب حبش
زينب عبد السلام عبد الهادي حبش (15 أبريل 1943-24 نوفمبر 2021) شاعرة وكاتبة قصصية فلسطينية.

## سيرتها
ولدت زينب عبد السلام عبد الهادي حبش يوم 15 أبريل 1943/ 10 ربيع الاخر 1362 في بيت دجن، يافا. هاجرت بعد النكبة عام 1948م. درست في المدرسة التابعة لوكالة الغوث الدولية في نابلس، ثم المرحلة الثانوية في مدرسة العائشية الثانوية، وبعد ذلك حصلت على شهادة الثانوية العامة من كلية النجاح الوطنية عام 1961، ثم ليسانس في اللغة الإنجليزية وآدابها من جامعة دمشق عام 1965، ثم ماجستير في الإدارة والإشراف التربوي من جامعة بيرزيت عام 1982.

تصدرت للتدريس وعملت معلمة ثم مديرة مدرسة مع وكالة الغوث الدولية في نابلس. جرت ترقيتها عام 1969 موجهة للغة الإنجليزية في منطقة القدس حتى نهاية 1995. استقلت من عملها في التدريس فتفرّغت للكتابة، ثم جرى تكليفها من قبل ياسر عرفات للعمل في وزارة التربية والتعليم الفلسطينيّة سنة 1996، فعملت فيها نحو تسع سنوات مديراً عاماُ، وأمينة سر لجنة التربية والتعليم حتى نهاية 2005.

كانت عضوةً في كل من اتحاد الكتّاب والأدباء الفلسطينيين، وجمعيّة أصدقاء المريض في رام الله، والهيئة الإداريّة لمؤسّسة شمل في رام الله، وجمعيّة إنعاش الأسرة في البيرة، ورابطة الفنانين التشكيليين.

## مؤلفاتها
- لأنه وطني
- قولي للرمل
- الجرح الفلسطيني وبراعم الدم
- لا تقولي مات يا أمي
- حفروا مذكراتي على جسدي
- شعرتُ بالدنيا تُغني
- كيف أضمُّ إليّ القمر
- أحلام فلسطينية

ولها مجموعات خواطر أو شعر حرّ:
- رسائل حب منقوشة على جبين القمر
- أغنية حبّ للوطن
- خمس زنابق ووردة
- قال البحر
- ليلة ليلكيّة
- غزة تستحم بالرصاص

من كتبها في الموضوعات الأخرى:
- لماذا يعشق الأولاد البرقوق؟، مجموعة قصصية
- قالت لي الزنبقة، مجموعة قصصية
- هذا العالم المجنون، عشر تمثيليات قصيرة من مشهد واحد
- الفراشة والأخطبوط، رواية
- مغامرات حديدون، قصة للأطفال

من كتبها في التربية
- ترشيد المناهج التربوية في الضفة الغربية وقطاع غزة
- تعلّم كيف تتعلّم بنفسك
- آفاق تربوية في التعليم والتعلّم الإبداعي
- التفكير الإبداعي

## وفاتها
تُوفيت زينب حبش مساء يوم 24 نوفمبر 2021، ودُفنت في مقبرة مدينة البيرة يوم 25 نوفمبر 2021.